# Asimov (Marskrater)
Asimov ist ein Einschlagkrater auf dem Mars. Der Durchmesser des südlich des Marsäquators liegenden Kraters beträgt 80,82 Kilometer.
Asimov wurde am 4. Mai 2009 nach dem russisch-amerikanischer Biochemiker, Sachbuchautor und Science-Fiction-Schriftsteller Isaac Asimov benannt.